# Salmijärvi (Gällivare socken, Lappland, 748687-172217)
Salmijärvi är en sjö i Gällivare kommun i Lappland och ingår i Kalixälvens huvudavrinningsområde. Sjön har en area på 0,695 kvadratkilometer och ligger 390,9 meter över havet. Sjön avvattnas av vattendraget Kivijoki (Moskojoki).

## Delavrinningsområde
Salmijärvi ingår i det delavrinningsområde (748741-172158) som SMHI kallar för Utloppet av Salmijärvi. Medelhöjden är 421 meter över havet och ytan är 5,6 kvadratkilometer. Räknas de 2 avrinningsområdena uppströms in blir den ackumulerade arean 32,51 kvadratkilometer. Kivijoki (Moskojoki) som avvattnar avrinningsområdet har biflödesordning 2, vilket innebär att vattnet flödar genom totalt 2 vattendrag innan det når havet efter 306 kilometer. Avrinningsområdet består mestadels av skog (72 procent) och sankmarker (12 procent). Avrinningsområdet har 0,7 kvadratkilometer vattenytor vilket ger det en sjöprocent på 12,4 procent.